# East Barkwith
East Barkwith är en ort och civil parish i Storbritannien.   Den ligger i grevskapet Lincolnshire och riksdelen England, i den sydöstra delen av landet, 200 km norr om huvudstaden London. East Barkwith ligger 57 meter över havet och antalet invånare är 388.
Terrängen runt East Barkwith är platt. Runt East Barkwith är det ganska tätbefolkat, med 75 invånare per kvadratkilometer. Närmaste större samhälle är Louth, 17,2 km öster om East Barkwith. Trakten runt East Barkwith består till största delen av jordbruksmark.